# Halifax (Virginia)
Halifax is een plaats (town) in de Amerikaanse staat Virginia, en valt bestuurlijk gezien onder Halifax County.

## Demografie
Bij de volkstelling in 2000 werd het aantal inwoners vastgesteld op 1389.
In 2006 is het aantal inwoners door het United States Census Bureau geschat op 1286, een daling van 103 (-7,4%).

## Geografie
Volgens het United States Census Bureau beslaat de plaats een oppervlakte van
9,9 km², geheel bestaande uit land. Halifax ligt op ongeveer 154 m boven zeeniveau.

## Plaatsen in de nabije omgeving
De onderstaande figuur toont nabijgelegen plaatsen in een straal van 36 km rond Halifax.